# Soldier of Fortune (revista)
Soldier of Fortune (SOF), La Revista de Aventureros Profesionales, es una publicación mensual estadounidense fundada en 1975 como revista para mercenarios que informa de guerras a lo largo del mundo, incluyendo guerra convencional, de baja intensidad, contrainsurgencia, y contraterrorismo. Ha sido publicada por Omega Ltd., de Boulder, Colorado.

## Historia
Fue fundada por el teniente coronel Robert K. Brown, un Boina Verde que sirvió con las Fuerzas Especiales en Vietnam. Después de retirarse, Brown empezó a publicar una circular, con pocas páginas, el cual trató, por ejemplo, el trabajo de los mercenarios en Omán, donde el Sultán Qabus había depuesto a su padre y batallaba en la Guerra de Dhofar. Su éxito hizo que evolucionase a una revista de gran formato. 

### Guerra de Rodesia
Significativo fue el éxito sin precedentes que la revista obtuvo en el reclutamiento para servir en el ejército de Rodesia durante la guerra civil de Rodesia (1964–79). Durante las décadas de los 70s y los 80s, el éxito y popularidad de la revista militar provocó la proliferación de imitaciones como Sobrevivir, Gung Ho!, New Breed, Águila, Comba Illustrated, Tácticas y Armas Especiales, y Combat Ready. SOF Ha sido publicado en papel por el Omega Group Ltd., en Boulder, Colorado hasta abril de 2016 donde ha pasado a ser una revista en línea.

## Pleitos

### Daño grave
A finales de los 80 la revista fue demandada en un tribunal civil por haber publicado anuncios clasificados de mercenarios privados. En 1987, Norman Norwood, de Arkansas, demandó a SOF debido a los daños  sufridos durante un intento de asesinato por dos hombres que se anunciaron en la revista. El Tribunal de Distrito de los EE. UU. negó el derecho de la revista a la Primera Enmienda, ya que esos anuncios eran potencialmente peligrosos y no entraban dentro de la libertad de expresión. Al final, SOF resolvió su pleito fuera de tribunal.

### Muerte equivocada
En febrero de 1985, John Wayne Hearn, un veterano de Vietnam, mató a Sandra Black pagado por su marido, Robert Black. Ambos comunicaron por un anuncio clasificado publicado en SOF. En 1989, Gary Black (hijo de Sandra) demandó a SOF y al grupo Omega Ltd. por $21 millones.
El jurado encontró a SOF culpable y otorgó una indemnización de $9.5 millones.

### Asesinato por contrato
En 1989, cuatro hombres fueron condenados de conspiración para cometer asesinato en Atlanta, Georgia. Los asesinos fueron contratados a través de un anuncio clasificado publicado en SOF. Los hijos de la víctima demandaron a la revista y el jurado falló a su favor, otorgándoles $12.37 millones en daños, pero el juez más tarde lo bajó a $4.37 millones. La lógica consecuencia de estos pleitos fue la   suspensión de publicar anuncios clasificados de mercenarios por parte de la revista.